# 踊るサテュロスとニンフのいる風景

『踊るサテュロスとニンフのいる風景』（おどるサテュロスとニンフのいるふうけい、仏: Paysage avec Danse Satyrs et Nymphes、英: Landscape with Dancing Satyrs and Nymphs）は、17世紀フランスの巨匠クロード・ロランが1646年にキャンバス上に油彩で制作した風景画である。画面右下に「CLAVD […] / I.V.R. [FECIT] 164 (6?)」と画家の署名と制作年が記されている。本来、リヨンの大商人で人文学者であったフィリップ・シルヴェストル・デュフールのために制作された。1975年以来、東京の国立西洋美術館に所蔵されている。

## 作品

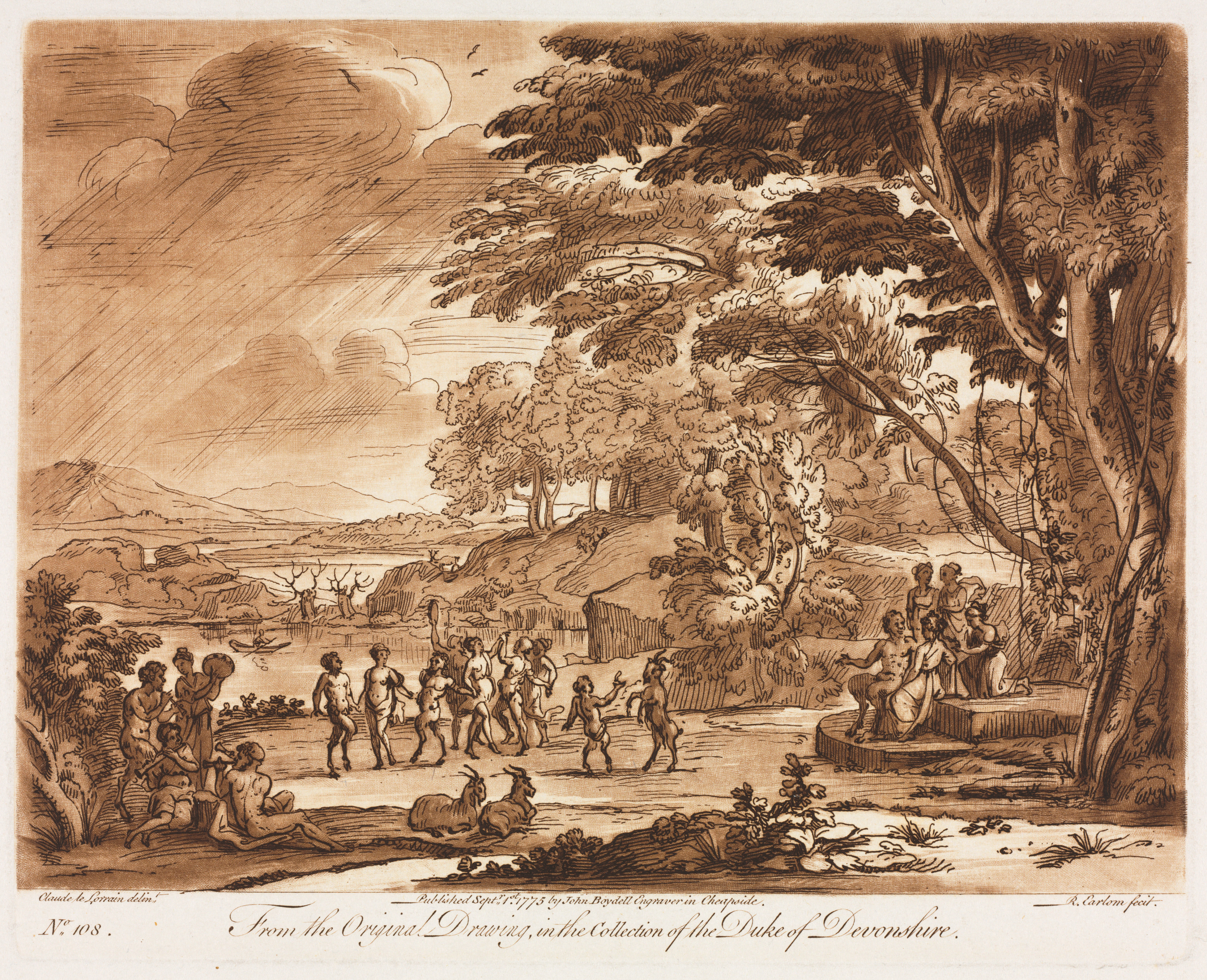
『真実の書』中の108番の素描。

ロランの多くの風景画は古典的な主題を持っているが、物語の叙述よりも光と空気のニュアンス、牧歌的な情緒の表現に重点を置いたものである。とはいえ、それらは写実的な風景画ではない。屋外写生にもとづくモティーフや構図のレパートリーを巧みに組み合わせることで、画家は理想的な風景を創造している。
ロランは贋作を防ぐため自身の絵画を素描として残したが、それらの素描からなる『真実の書』(大英博物館、ロンドン) によって彼の作品を同定することができる。本作は、この書に登場する108番の素描と合致している。
右側の木立は湿潤な空気と穏やかな光に浸され、左側奥には蛇行する川がある。その奥には眺望が開けている。先ほどまで前景の木々を濡らしていた雨雲は、今や遠景の山並みにかかり、雲の合間からは澄んだ青空が覗いている。なだらかな丘の麓の前景にはサテュロスとニンフが音楽に合わせて踊る姿が描かれ、木陰には花輪をつけた牧羊神パンが座っている。ロランがあまり描かったサテュロスとニンフを本作の主題にしているのは、デュフールの注文による可能性が高い。サテュロスとニンフが踊る祝祭的光景は、おそらく彼の結婚を記念したものであったと思われる。